# Astronia corymbosa
Astronia corymbosa är en tvåhjärtbladig växtart som beskrevs av J.F. Maxwell. Astronia corymbosa ingår i släktet Astronia och familjen Melastomataceae. Inga underarter finns listade i Catalogue of Life.